# Státní znak Svaté Lucie
Státní znak Svaté Lucie je tvořen modrým štítem, rozděleným zlatým bambusovým křížem na čtyři pole. V prvním a čtvrtém poli jsou tudorovské růže s bílými a červenými okvětními lístky, zelenými kališními lístky a zlatými semeníky. Ve druhém a třetím poli jsou zlaté lilie. Do středu kříže je položena zlatá stylizovaná náčelnická stolička. Na štít je postavena přilba v přirozených barvách se zlato-modrou točenicí, modro-zlatými přikryvadly a klenotem v podobě hnědé ruky se zlatou pochodní s červeno-oranžovým plamenem, za rukou dva zkřížené zlatozelené bambusové listy. Štítonoši jsou dva papoušci druhu Amazoňan mnohobarvý (Amazona versicolor) s rozevřenými křídly (v přirozených barvách, převážně zelení, s modrou hlavou a červenou hrudí). Papoušci drží v zobácích bambusový list a stojí na zlaté, červeně podšité stuze s černým anglickým mottem THE • LAND, THE • PEOPLE, THE • LIGHT (česky Země, lid, světlo).
Růže a lilie symbolizují Anglii a Francii, a připomínají historické období, kdy o nadvládu nad ostrovem usilovaly obě mocnosti. Bambus je svatolucijská národní rostlina. Stolička symbolizuje kulturu a otroky přivezené z Afriky. Klenot v podobě ruky s pochodní představuje světlo, které mladému národu osvětluje budoucnost. Papoušek daného druhu je národním symbolem a endemitem ostrova.

## Historie
Ostrov Svatá Lucie, v karibském  souostroví Malé Antily byl údajně objeven 13. prosince 1498 Kryštofem Kolumbem, v den svátku Svaté Lucie, který jej proto pojmenoval Isla de Santa Lucia. Jiné historické zdroje hovoří o jiných letech a další uvádějí, že Kolumbus na ostrov nikdy nevkročil a pojmenován byl Sainte Aloisie francouzskými námořníky, kteří zde 13. prosince 1502 ztroskotali. Roku 1605 se pokusili ostrov kolonizovat Britové, ale v roce 1643 se stal francouzskou kolonií. V letech 1664–1666 byl okupován Brity, v letech 1667–1674 byl spravován Francouzskou Západoindickou společností, poté byl francouzskou korunní kolonií (dependencí ostrova Martinik). Následovalo 140 let válek mezi Brity a Francouzi, ale po napoleonských válkách připadl ostrov 30. května 1814 Spojenému království. Roku 1838 se stal ostrov britskou korunní kolonií a téhož roku součástí britské kolonie Návětrné ostrovy (vzniklou v roce 1833 federativním spojením Barbadosu, Grenady, Sv. Vincence a Tobaga).
V roce 1875 byla zavedena britská státní námořní vlajka (Blue Ensign) se speciálním vlajkovým emblémem Svaté Lucie (anglicky badge ve vlající části. Badge (nejde o znak) bylo kruhové, horní asi 3/4 vyplňoval obrázek ostrova ze západu v přirozených barvách (zobrazeny i oba vrcholy sopky Pitons), s vycházejícím sluncem a loděmi v přístavu. Po stranách krajiny byla (heraldicky vpravo) šedá pevnost s britskou vlajkou, vlevo pak přístavní budova s britskou námořní (obchodní) vlajkou (Red Ensign). V dolní části badge byl černým písmem na bílém podkladu latinské motto STATIO HAUD MALEFIDA CARINIS (česky Jisté kotviště pro lodě). Dle jiných zdrojů byl místo tohoto hesla nápis ST. LUCIA. (není obrázek)
26. října 1937 byl schválen nový znak Sv. Lucie, zaveden (i změnou vlajky) byl až 16. srpna 1939. Znak tvořil černý štít rozdělený bambusovým křížem na čtyři pole. V prvním a čtvrtém poli byly zlaté tudorovské růže, ve druhém a třetím byly zlaté lilie. Růže a lilie symbolizují (stejně jako u současného znaku) Anglii a Francii, a připomínají historické období, kdy o nadvládu nad ostrovem usilovaly obě mocnosti. Pod štítem byla stříbrná stuha s černým latinským heslem (opětovně STATIO HAUD MALEFIDA CARINIS). Znak navrhl britsky medailér George Kruger Gray (1880–1943), černá barva štítu připomínala dovoz uhlí přes svatolucijský přístav. Na vlajce bylo badge bez stříbrné stuhy s mottem. (není obrázek)
V roce 1956 se stala Svatá Lucie opět separátní kolonií (federativní kolonie Návětrné ostrovy zanikla). Již 3. ledna 1958 se ostrov stal členem Západoindické federace. Symboly ostrova zůstaly nadále platné, na mezinárodní úrovni se užívaly symboly federace, až do oficiálního rozpuštění 31. května 1962.

Znak Západoindické federace na Svaté Lucii (1958–1962)

1. března 1967 získala Svatá Lucie vnitřní autonomii, status autonomního přidruženého státu Spojeného království a byla zavedena nová vlajka. Nový znak však byl zaveden až (přesně) po třech letech v roce 1970. Tvořil ho zlatý štít, rozdělený černým bambusovým křížem na čtyři pole (opět s růžemi a liliemi). Ve středu kříže byla v černém kruhovém poli stylizovaná náčelnická stolička. Na štít byla postavena přilba s točenicí, přikryvadly a klenotem v podobě ruky s pochodní (vše ve zlaté barvě). Štítonoši byly dva zlatí papoušci druhu Amazoňan mnohobarvý (Amazona versicolor) s rozevřenými křídly, stojící na černé, zlatě lemované stuze se zlatě napsanou devizou The LAND The PEOPLE The LIGHT (česky Země, lid, světlo). Symbolika byla stejná jako u znaku z roku 1939, přidaná stolička symbolizuje kulturu a otroky přivezené z Afriky. Klenot v podobě ruky s pochodní představuje světlo, které mladému národu osvětluje budoucnost. Papoušek daného druhu je národním symbolem a endemitem ostrova. (není obrázek)
22. února 1979 vyhlásil ostrov nezávislost v rámci britského Commonwealthu. Již 8. ledna 1979 udělila britská královna Alžběta II.  ostrovům nový znak, který se užívá do současnosti. Oproti předchozímu znaku je náčelnická stolička nyní položena přímo na bambusový kříž, bez kruhového pole. Změnily se i kresby a barvy figur.